# Campionato mondiale maschile di pallacanestro 1994
Il campionato mondiale maschile di pallacanestro 1994 è stata la dodicesima edizione del torneo, organizzato dalla FIBA. Si svolse a Toronto, in Canada, dal 4 al 14 agosto 1994.
Alla fase finale parteciparono 16 squadre, ripartite in 4 gironi: le prime due di ciascun gruppo avanzarono al turno seguente.

## Squadre partecipanti
| Gruppo A - Brasile - Cina - Spagna - Stati Uniti | Gruppo B - Australia - Croazia - Cuba - Corea del Sud | Gruppo C - Angola - Argentina - Canada - Russia | Gruppo D - Egitto - Germania - Grecia - Porto Rico |

## Gironi di qualificazione

### Gruppo A
| Squadra     | P | V | P | PF  | PS  | Dif |
| ----------- | - | - | - | --- | --- | --- |
| Stati Uniti | 6 | 3 | 0 | 352 | 259 | +93 |
| Cina        | 5 | 2 | 1 | 252 | 301 | -49 |
| Spagna      | 4 | 1 | 2 | 249 | 260 | -11 |
| Brasile     | 3 | 0 | 3 | 242 | 275 | -33 |

4 agosto 1994
| Stati Uniti | 115–100 | Spagna  |
| Cina        | 97–93   | Brasile |

5 agosto 1994
| Brasile     | 67–73  | Spagna |
| Stati Uniti | 132–77 | Cina   |

7 agosto 1994
| Spagna      | 76–78  | Cina    |
| Stati Uniti | 105–82 | Brasile |

### Gruppo B
| Squadra       | P | V | P | PF  | PS  | Dif |
| ------------- | - | - | - | --- | --- | --- |
| Croazia       | 6 | 3 | 0 | 272 | 187 | +85 |
| Australia     | 5 | 2 | 1 | 249 | 255 | -6  |
| Cuba          | 4 | 1 | 2 | 244 | 257 | -13 |
| Corea del Sud | 3 | 0 | 3 | 217 | 283 | -66 |

4 agosto 1994
| Australia | 87–85 | Corea del Sud |
| Croazia   | 85–65 | Cuba          |

5 agosto 1994
| Croazia | 104–53 | Corea del Sud |
| Cuba    | 87–93  | Australia     |

6 agosto 1994
| Cuba    | 92–79 | Corea del Sud |
| Croazia | 83–69 | Australia     |

### Gruppo C
| Squadra   | P | V | P | PF  | PS  | Dif |
| --------- | - | - | - | --- | --- | --- |
| Russia    | 6 | 3 | 0 | 251 | 205 | +46 |
| Canada    | 5 | 2 | 1 | 240 | 198 | +42 |
| Argentina | 4 | 1 | 2 | 204 | 234 | -30 |
| Angola    | 3 | 0 | 3 | 186 | 244 | -58 |

4 agosto 1994
| Canada | 83–52 | Angola    |
| Russia | 84–64 | Argentina |

5 agosto 1994
| Canada | 91–73 | Argentina |
| Russia | 94–75 | Angola    |

6 agosto 1994
| Argentina | 67–59 | Angola |
| Russia    | 73–66 | Canada |

### Gruppo D
| Squadra    | P | V | P | PF  | PS  | Dif |
| ---------- | - | - | - | --- | --- | --- |
| Porto Rico | 5 | 2 | 1 | 248 | 219 | +29 |
| Grecia     | 5 | 2 | 1 | 201 | 183 | +18 |
| Germania   | 5 | 2 | 1 | 217 | 198 | +19 |
| Egitto     | 3 | 0 | 3 | 183 | 249 | -66 |

4 agosto 1994
| Grecia     | 68–58  | Germania |
| Porto Rico | 102–74 | Egitto   |

5 agosto 1994
| Grecia     | 69–53 | Egitto   |
| Porto Rico | 74–81 | Germania |

7 agosto 1994
| Germania   | 78–56 | Egitto |
| Porto Rico | 72–64 | Grecia |

## Secondo turno
Le prime due dei gironi A e B avanzano al turno per l'assegnazione delle medaglie.

### Gruppo A
| Squadra     | P | V | P | PF  | PS  | Dif |
| ----------- | - | - | - | --- | --- | --- |
| Stati Uniti | 6 | 3 | 0 | 348 | 251 | +97 |
| Russia      | 5 | 2 | 1 | 298 | 272 | +26 |
| Australia   | 4 | 1 | 2 | 244 | 314 | -70 |
| Porto Rico  | 3 | 0 | 3 | 249 | 329 | -80 |

9 agosto 1994
| Russia      | 101–85 | Porto Rico |
| Stati Uniti | 103–74 | Australia  |

10 agosto 1994
| Porto Rico | 83–134 | Stati Uniti |
| Australia  | 76–103 | Russia      |

11 agosto 1994
| Australia | 94–81 | Porto Rico |

12 agosto 1994
| Stati Uniti | 111–94 | Russia |

### Gruppo B
| Squadra | P | V | P | PF  | PS  | Dif |
| ------- | - | - | - | --- | --- | --- |
| Croazia | 6 | 3 | 0 | 278 | 189 | +89 |
| Grecia  | 5 | 2 | 1 | 206 | 213 | -7  |
| Canada  | 4 | 1 | 2 | 222 | 224 | -2  |
| Cina    | 3 | 0 | 3 | 192 | 272 | -80 |

8 agosto 1994
| Grecia  | 74–71  | Canada |
| Croazia | 105–73 | Cina   |

10 agosto 1994
| Canada | 61–92 | Croazia |
| Cina   | 61–77 | Grecia  |

11 agosto 1994
| Cina | 58–90 | Canada |

12 agosto 1994
| Croazia | 81–55 | Grecia |

### Gruppo C
| Squadra       | P | V | P | PF  | PS  | Dif |
| ------------- | - | - | - | --- | --- | --- |
| Spagna        | 6 | 3 | 0 | 264 | 179 | +85 |
| Argentina     | 5 | 2 | 1 | 266 | 221 | +45 |
| Corea del Sud | 4 | 1 | 2 | 229 | 284 | -55 |
| Egitto        | 3 | 0 | 3 | 199 | 274 | -75 |

8 agosto 1994
| Argentina | 91–66 | Egitto        |
| Spagna    | 98–57 | Corea del Sud |

9 agosto 1994
| Egitto        | 52–94  | Spagna    |
| Corea del Sud | 83–105 | Argentina |

11 agosto 1994
| Corea del Sud | 89–81 | Egitto    |
| Spagna        | 72–70 | Argentina |

### Gruppo D
| Squadra  | P | V | P | PF  | PS  | Dif |
| -------- | - | - | - | --- | --- | --- |
| Germania | 6 | 3 | 0 | 268 | 226 | +42 |
| Brasile  | 4 | 1 | 2 | 236 | 251 | -15 |
| Angola   | 4 | 1 | 2 | 226 | 239 | -13 |
| Cuba     | 4 | 1 | 2 | 225 | 239 | -14 |

8 agosto 1994
| Germania | 86–76 | Angola  |
| Cuba     | 76–82 | Brasile |

9 agosto 1994
| Brasile | 76–96 | Germania |
| Angola  | 71–75 | Cuba     |

11 agosto 1994
| Cuba    | 74–86 | Germania |
| Brasile | 78–79 | Angola   |

## Fase di classificazione

### Dal 9º al 12º posto
|  | Torneo di qualificazione | Torneo di qualificazione | Torneo di qualificazione |           |        | Nono posto       | Nono posto       | Nono posto       |  |
|  |                          |                          |                          |           |        |                  |                  |                  |  |
|  | Spagna                   | Spagna                   | 90                       |           |        |                  |                  |                  |  |
|  | Spagna                   | Spagna                   | 90                       |           |        |                  |                  |                  |  |
|  | Brasile                  | Brasile                  | 85                       |           |        |                  |                  |                  |  |
|  | Brasile                  | Brasile                  | 85                       |           | Spagna | Spagna           | 65               |                  |  |
|  |                          |                          |                          |           | Spagna | Spagna           | 65               |                  |  |
|  |                          |                          | Argentina                | Argentina | 74     |                  |                  |                  |  |
|  | Argentina                | Argentina                | Argentina                | Argentina | 74     | 85               |                  |                  |  |
|  | Argentina                | Argentina                |                          |           |        | 85               |                  |                  |  |
|  | Germania                 | Germania                 | 71                       |           |        | Undicesimo posto | Undicesimo posto | Undicesimo posto |  |
|  | Germania                 | Germania                 | 71                       |           |        |                  |                  |                  |  |
|  |                          |                          |                          |           |        |                  |                  |                  |  |
|  |                          |                          |                          |           |        | Brasile          | Brasile          | 93               |  |
|  |                          |                          |                          |           |        | Brasile          | Brasile          | 93               |  |
|  |                          |                          |                          |           |        | Germania         | Germania         | 71               |  |

### Dal 13º al 16º posto
|  | Torneo di qualificazione | Torneo di qualificazione | Torneo di qualificazione |        |               | Tredicesimo posto  | Tredicesimo posto  | Tredicesimo posto  |  |
|  |                          |                          |                          |        |               |                    |                    |                    |  |
|  | Corea del Sud            | Corea del Sud            | 75                       |        |               |                    |                    |                    |  |
|  | Corea del Sud            | Corea del Sud            | 75                       |        |               |                    |                    |                    |  |
|  | Angola                   | Angola                   | 71                       |        |               |                    |                    |                    |  |
|  | Angola                   | Angola                   | 71                       |        | Corea del Sud | Corea del Sud      | 76                 |                    |  |
|  |                          |                          |                          |        | Corea del Sud | Corea del Sud      | 76                 |                    |  |
|  |                          |                          | Egitto                   | Egitto | 69            |                    |                    |                    |  |
|  | Egitto                   | Egitto                   | Egitto                   | Egitto | 69            | 69                 |                    |                    |  |
|  | Egitto                   | Egitto                   |                          |        |               | 69                 |                    |                    |  |
|  | Cuba                     | Cuba                     | 54                       |        |               | Quindicesimo posto | Quindicesimo posto | Quindicesimo posto |  |
|  | Cuba                     | Cuba                     | 54                       |        |               |                    |                    |                    |  |
|  |                          |                          |                          |        |               |                    |                    |                    |  |
|  |                          |                          |                          |        |               | Angola             | Angola             | 67                 |  |
|  |                          |                          |                          |        |               | Angola             | Angola             | 67                 |  |
|  |                          |                          |                          |        |               | Cuba               | Cuba               | 75                 |  |

## Fase finale ad eliminazione diretta
|  | Semifinali  | Semifinali  | Semifinali |        |             | Finale      | Finale      | Finale      |  |
|  |             |             |            |        |             |             |             |             |  |
|  | Russia      | Russia      | 66         |        |             |             |             |             |  |
|  | Russia      | Russia      | 66         |        |             |             |             |             |  |
|  | Croazia     | Croazia     | 64         |        |             |             |             |             |  |
|  | Croazia     | Croazia     | 64         |        | Stati Uniti | Stati Uniti | 137         |             |  |
|  |             |             |            |        | Stati Uniti | Stati Uniti | 137         |             |  |
|  |             |             | Russia     | Russia | 91          |             |             |             |  |
|  | Grecia      | Grecia      | Russia     | Russia | 91          | 58          |             |             |  |
|  | Grecia      | Grecia      |            |        |             | 58          |             |             |  |
|  | Stati Uniti | Stati Uniti | 97         |        |             | Terzo Posto | Terzo Posto | Terzo Posto |  |
|  | Stati Uniti | Stati Uniti | 97         |        |             |             |             |             |  |
|  |             |             |            |        |             |             |             |             |  |
|  |             |             |            |        |             | Croazia     | Croazia     | 78          |  |
|  |             |             |            |        |             | Croazia     | Croazia     | 78          |  |
|  |             |             |            |        |             | Grecia      | Grecia      | 60          |  |

### Dal 5º all'8º posto
|  | Torneo di qualificazione | Torneo di qualificazione | Torneo di qualificazione |            |           | Quinto posto  | Quinto posto  | Quinto posto  |  |
|  |                          |                          |                          |            |           |               |               |               |  |
|  | Australia                | Australia                | 95                       |            |           |               |               |               |  |
|  | Australia                | Australia                | 95                       |            |           |               |               |               |  |
|  | Cina                     | Cina                     | 57                       |            |           |               |               |               |  |
|  | Cina                     | Cina                     | 57                       |            | Australia | Australia     | 96            |               |  |
|  |                          |                          |                          |            | Australia | Australia     | 96            |               |  |
|  |                          |                          | Porto Rico               | Porto Rico | 83        |               |               |               |  |
|  | Porto Rico               | Porto Rico               | Porto Rico               | Porto Rico | 83        | 85            |               |               |  |
|  | Porto Rico               | Porto Rico               |                          |            |           | 85            |               |               |  |
|  | Canada                   | Canada                   | 82                       |            |           | Settimo posto | Settimo posto | Settimo posto |  |
|  | Canada                   | Canada                   | 82                       |            |           |               |               |               |  |
|  |                          |                          |                          |            |           |               |               |               |  |
|  |                          |                          |                          |            |           | Cina          | Cina          | 76            |  |
|  |                          |                          |                          |            |           | Cina          | Cina          | 76            |  |
|  |                          |                          |                          |            |           | Canada        | Canada        | 104           |  |

## Classifica finale
| Campione del Mondo | Campione del Mondo | Campione del Mondo |
| --- | ------------------ | --- |
| Stati Uniti4 Dumars, 5 Price, 6 Coleman, 7 Kemp, 8 Smith, 9 Majerle, 10 Miller, 11 K. Johnson, 12 Wilkins, 13 O'Neal, 14 Mourning, 15 L. Johnson, All. Don Nelson |                    | |
| Argento | Russia             | Russia4 E. Pašutin, 5 Domani, 6 Gračev, 7 Kisurin, 8 Nosov, 9 Bazarevič, 10 Babkov, 11 Michajlov, 12 Karasëv, 13 Fetisov, 14 Panov, 15 Ivanov, All. Sergej Belov                              |
| Bronzo | Croazia            | Croazia4 Gregov, 5 J. Vranković, 6 Mršić, 7 Kukoč, 8 Alanović, 9 Jurić, 10 Komazec, 11 S. Vranković, 12 Žurić, 13 Cvjetićanin, 14 Rađa, 15 Pejčinović, All. Giuseppe Gjergja                  |
| 4. | Grecia             | Grecia4 Mpakatsias, 5 Patavoukas, 6 Giannakīs, 7 Mpountourīs, 8 Sigalas, 9 Mylōnas, 10 Galakteros, 11 Papapetrou, 12 Tsekos, 13 Fasoulas, 14 Rentzias, 15 Christodoulou, All. Makīs Dendrinos |
| 5. | Australia          | Australia4 Ronaldson, 5 McKay, 6 Smyth, 7 Reidy, 8 Keogh, 9 Hubbard, 10 Gaze, 11 Heal, 12 Bradtke, 13 Rees, 14 Vlahov, 15 Borner, All. Barry Barnes                                           |
| 6. | Porto Rico         | Porto Rico4 Ortiz, 5 López, 6 Borges, 7 R. Colón, 8 Mincy, 9 Carter, 10 J. Colón, 11 Vega, 12 Allende, 13 de León, 14 Casiano, 15 Pérez, All. Carlos Morales                                  |
| 7. | Canada             | Canada4 Vickery, 5 McMahon, 6 Nash, 7 Njoku, 8 Fox, 9 Jackson, 10 Hallas, 11 Walton, 12 Keane, 13 McKay, 14 Wiltjer, 15 Smrek, All. Ken Shields                                               |
| 8. | Cina               | Cina4 A, 5 Zheng, 6 Ji, 7 Sun, 8 Hu, 9 Wu N., 10 Wu Q., 11 Liu Y., 12 Zhang, 13 Liu D., 14 Shan, 15 Gong, All. Jiang Xingquan                                                                 |
| 9. | Argentina          | Argentina4 Nicola, 5 Campana, 6 Farabello, 7 Tourn, 8 Dominé, 9 Milanesio, 10 Espil, 11 Osella, 12 Uranga, 13 Racca, 14 Pérez, 15 Wolkowyski, All. Guillermo Vecchio                          |
| 10. | Spagna             | Spagna4 Villacampa, 5 Jofresa, 6 Laso, 7 Orenga, 8 Jiménez, 9 Antúnez, 10 Andreu, 11 Herreros, 12 Cargol, 13 Martínez, 14 Vecina, 15 Epi, All. Lolo Sainz                                     |
| 11. | Brasile            | Brasile4 Josuel, 5 Ratto, 6 Paulinho, 7 Pipoka, 8 Rolando, 9 Fernando Minucci, 10 Maury, 11 Márcio, 12 Tonico, 13 Janjão, 14 Rogério, 15 Olívia, All. Ênio Vecchi                             |
| 12. | Germania           | Germania4 Herkelmann, 5 Rödl, 6 Koch, 7 Hupmann, 8 Neuhaus, 9 Harnisch, 10 Behnke, 11 King, 12 Gnad, 13 Nürnberger, 14 Musch, 15 Knörr, All. Dirk Bauermann                                   |
| 13. | Corea del Sud      | Corea del Sud4 Lee, 5 Kang, 6 Kim Ye., 7 Kim S., 8 Seo, 9 Heo, 10 Mun, 11 O, 12 Jeong, 13 Jeon, 14 Kim Yu., 15 Hyeon, All. Lee In-pyo                                                         |
| 14. | Egitto             | Egitto4 Abdel-Wahab, 5 Moussa, 6 Abdel-Aziz, 7 el-Fetouh, 8 Khairi, 9 el-Wakil, 10 el-Kordi, 11 Mahmoud Ali, 12 Abou Serai, 13 Moteleb, 14 Goudah, 15 el-Sanadili, All. Bob Taylor            |
| 15. | Cuba               | Cuba4 Caballero, 5 Abreu, 6 Casanova, 7 Simón, 8 Díaz, 9 Herrera, 10 Pérez, 11 Borrell, 12 Vázquez, 13 Duquesne, 14 Matienzo, 15 Goire, All. Miguel Calderón                                  |
| 16. | Angola             | Angola4 Trosso, 5 Moreira, 6 Alfredo, 7 Domingos, 8 Romano, 9 Carvalho, 10 Coimbra, 11 Victoriano, 12 Dias, 13 Macedo, 14 Ucuahamba, 15 Conceição, All. Victorino Cunha                       |

## Riconoscimenti giocatori

### MVP del Mondiale
- Shaquille O'Neal

### Miglior formazione del torneo
- Sergej Bazarevič
- Reggie Miller
- Shaquille O'Neal
- Shawn Kemp
- Dino Rađa